# メディアワークス
株式会社メディアワークス（MediaWorks Inc.）は、1992年（平成4年）から2008年（平成20年）に存在した日本の出版社である。「電撃」ブランドなどを持ち、ゲーム雑誌・漫画雑誌・ライトノベルなど若者向けの書籍を中心に出版。また、出版を主な柱にしながら自社の本のキャラクター等を用いたゲームソフトやキャラクター商品の開発・販売も行っていた。
2008年4月1日付で同じ角川グループ傘下のアスキーと合併し、アスキー・メディアワークス（AMW）となった後、2013年10月1日付でKADOKAWA（角川グループホールディングスより社名変更）に吸収合併されてブランドカンパニー化した。なお、アスキーとの合併後もメディアワークス文庫など「電撃」ブランドとは別に旧名称の「メディアワークス」ブランドを使用している（これは「アスキー」も同様である）。

## 沿革

関連会社の統廃合図

1992年（平成4年）当時の角川書店は兄の社長・角川春樹が映画事業に注力し、その弟である副社長・角川歴彦が担当する『ザテレビジョン』や『東京ウォーカー』などの雑誌部門で収益を上げている状況だった。歴彦は同時に角川書店の子会社・角川メディアオフィスの社長も兼務し、同社は『コンプティーク』『マル勝スーパーファミコン』『コミックコンプ』などゲーム雑誌・漫画雑誌を出版し、CS-PCM音声放送（衛星デジタルラジオ）のPCM-ZIPANGを統括するなどマニア層をターゲットにしたメディアミックスを進めていた。
1992年に角川映画『ルビー・カイロ』が30億円の製作費に対して5億円前後の回収となるなど、春樹の手がける映画事業の『天と地と』以降の不振を背景に、180億円の負債の処理など経営の方向性や入社した春樹の長男の処遇などを巡り春樹と歴彦が対立。春樹は歴彦が会社を乗っ取るのではないかと猜疑心を抱くようになる。
9月1日に歴彦の信任の厚かった常務取締役が『ルビー・カイロ』のカドカワUSへの不正送金を理由に事実上解任され、歴彦は同月14日角川書店副社長と角川メディアオフィス及びザテレビジョンの社長職を辞任し退社した。18日の臨時株主総会でザテレビジョンと角川メディアオフィスなどが角川書店本体への吸収合併が決定され、5人の新役員就任などの役員人事も行われた。春樹の長男が新たに取締役に就任した。なお、ザテレビジョンは2006年に角川ザテレビジョン名義で再分社し、現在は角川マーケティングを経て角川マガジンズ（新社）となっている。
歴彦の退社に追随して、角川メディアオフィスの常務だった佐藤辰男ら同社の役員・社員もほぼ全員が退社。新会社のメディアワークスへは角川メディアオフィスの社員71人中69人が参加した。
当初、5人から10人のつもりで旗揚げするつもりだった歴彦は膨れあがった人件費とオフィス代の工面から、慌てて各方面へ出資のお願いにまわり、主婦の友社の石川晴彦会長が歴彦と旧知の仲だった縁から、同社のバックアップを受け旧角川メディアオフィスの社員がそのまま独立する形でメディアワークスは設立された。資本金は1,000万円。紀伊國屋書店の松原治社長も石川とともに実名で出資した。資本的には角川書店から独立したものの人材は角川メディアオフィスほぼそのままであり、メディアワークスの出版物も自然とゲームや漫画、アニメにターゲットを絞っていった。
こうして、1992年末から翌1993年初頭にかけて電撃ネットワークをイメージキャラクターに起用した「脳天に電撃! 喰らえ5連発。一挙創刊だっ! 」とのキャッチコピーと共に『電撃』を誌名に冠した雑誌5誌（『電撃スーパーファミコン』・『電撃PCエンジン』・『月刊電撃コミックGAO!』・『電撃王』・『電撃メガドライブ』）が一斉に創刊された。そのラインナップは、角川書店が『マル勝』『コンプ』ブランドで出している雑誌とほぼ競合するものであった。メディアワークスは編集プロダクションだったことから、出版物の販売と営業は主婦の友社へ委託。1993年には電撃文庫が創刊され、角川スニーカー文庫で人気だった深沢美潮や中村うさぎら作家陣に声をかけてシリーズごと電撃文庫へ移籍し、あかほりさとるがレーベルを牽引する活躍を見せた。
こうした事態に角川側は主婦の友社社長へ配達証明を送るとともに、外部の編集プロダクションに編集を委託して角川メディアオフィスの雑誌の発行を継続したが、『コンプティーク』を除く4誌は1997年までに休廃刊した。
ところが各雑誌の創刊直後、古巣・角川書店では春樹が麻薬及び向精神薬取締法違反で逮捕・起訴される不祥事が発生する。主を失った角川書店経営陣は、1993年9月15日に歴彦に社長としての角川書店への復帰を要請した。歴彦はこれを受諾し、以後メディアワークスと角川書店の社長を兼務。1999年1月に出版物の販売業務委託先を主婦の友社から角川書店に変更した。2002年10月に株式交換により角川書店の子会社となった。
さらに2004年にエンターブレインが角川ホールディングスの傘下に入ったことにより、同じ傘下のメディアワークスと業務が重複する問題が生じた。これに関し当時角川書店社長の福田峰夫は『ファミ通』ブランドはそのまま残すとのコメントを出し、両者はグループ内において競合的共存の関係となった。
営業面では電撃組という特約店制度を作って配本する書店を絞り込んで販促を支援。その結果、通常よりも低い返本率を実現していた。また一時期、「オルタブックス」のレーベル名のもとでまたこれとは別枠で『爆笑問題の日本原論』などの一般書を出していたが、2001年頃を境に発行はされておらず、完全にライトノベル、コミック、ゲーム方面の出版社として特化した。
2004年に単行本レーベルを新たに設立。有川浩や橋本紡ら一般文芸で活躍する作家を輩出した。単行本レーベルから発売された有川浩の『図書館戦争』はシリーズ累計110万部のベストセラーを記録し、ライトノベル業界以外でも高い評価を得た。コミック方面ではあずまきよひこの『よつばと!』が一般層を中心にヒットした。2007年10月にはケータイ小説のレーベルを設立し、いわゆる萌えビジネス中心路線からの脱却を模索していた。
2008年4月1日、同じ角川グループ傘下のアスキーを吸収合併し、アスキー・メディアワークスに社名を変更。これに伴い、ISBNの出版社コードを「8402」より角川書店と同じ「04」に変更。社名変更後の概要についてはアスキー・メディアワークスを参照。

## 主な雑誌（吸収合併時点）
- 電撃PlayStation
  - 電撃Girl's Style
- 電撃Nintendo
  - キャラぱふぇ
- 電撃G's magazine
- DENGEKI HIME
- 月刊コミック電撃大王
- 電撃萌王
- 電撃hp
- 電撃ホビーマガジン
- 電撃「マ）王[13]
- 電撃黒「マ）王
- comic SYLPH

## 休刊・廃刊
- 電撃王（2006年（平成18年）12月に一度だけ復刊）
  - DENGEKI GAMES（電撃王の後継誌だった）
- MS SAGA
- 電撃Dreamcast
- 電撃少年
- 電撃3DO
- 電撃アドベンチャーズ
- 電撃アニマガ
- 電撃帝王
- 月刊電撃コミックガオ!
- Active JAPAN（障害者スポーツ情報誌）

## 主なゲーム作品
- エメラルドドラゴン（PCエンジン版、スーパーファミコン版）
- エターナルメロディ
- 悠久幻想曲シリーズ
- デバイスレイン
- 星の丘学園物語 学園祭
- お嬢様特急
- シスター・プリンセス
- ハイスクール・オブ・ブリッツ
- 双恋
- 苺ましまろ
- かしまし 〜ガール・ミーツ・ガール〜
- DearS
- 灼眼のシャナ（PS2版、DS版、携帯アプリ版）
- Strawberry Panic!
- DS電撃文庫
  - アリソン
  - イリヤの空、UFOの夏
  - いぬかみっ!
  - BACCANO!
- ななついろ★ドロップス